# Seznam brazilskih nogometašev
Seznam brazilskih nogometašev.

## A
- Adriano
- Daniel Alves

## B
- Bebeto

## C
- Cafu
- Adriano Correia Claro
- Yan Couto
- Emílson Cribari

## D
- Carlos Alberto Dias
- Dida
- Denílson
- Dunga

## E
- Elano
- Emerson
- Etto

## F
- Luís Fabiano
- Arthur Friedenreich

## G
- Gláuber

## I
- Ilan

## J
- Jair
- Jairzinho
- Josué
- Juan
- Júlio César

## K
- Kaká

## L
- Émerson Leão
- Lúcio
- Luisão
- Lucas Moura

## M
- Felipe Melo
- Ademir de Menezes
- Thiago Motta

## N
- Neymar
- Nilmar

## P
- Pelé
- Alexandre Pato

## R
- Rivaldo
- Roberto Carlos
- Robinho
- Romário
- Ronaldinho
- Ronaldo

## S
- João Saldanha
- André Santos
- Nílton Santos
- Gilberto Silva
- Maicon Sisenando
- Sócrates

## T
- Tostão

## W
- Renê Weber

## Z
- Zico